# Forn d'oli de ginebre del barranc de Sisquelles
El Forn d'oli de ginebre del barranc de Sisquelles és un forn d'oli de ginebre de la Palma d'Ebre (Ribera d'Ebre) inclosa a l'Inventari del Patrimoni Arquitectònic de Catalunya.

## Descripció
Es tracta d'un forn d'oli situat al terme municipal de la Palma d'Ebre. El seu estat de conservació és bo; es conserven els murs i la boca; el capell s'ha perdut. A partir d'aquests vestigis podem veure un parament fet a partir de carreus irregulars disposats de manera no uniforme.
A la boca del forn pot intuir-se una forma d'arc de mig punt tot i que la realització és una mica tosca.